# روبرت باول (ملحن)
روبرت باول (بالإنجليزية: Robert Powell)‏ هو عازف الأرغن وملحن أمريكي، ولد في 1932 في مسيسيبي في الولايات المتحدة.

## وصلات خارجية
- روبرت باول على موقع ميوزك برينز (الإنجليزية)